# Амударьинский район
Амударьинский район (каракалп. Ámudárya rayonı / Әмудәрья районы,узб. Amudaryo tumani / Амударё тумани) — административная единица в Республике Каракалпакстан (Узбекистан). Административный центр — город Мангит.

## История
Амударьинский район был образован 18 декабря 1957 года путём объединения Кипчакского и Мангитского районов.

## Административно-территориальное деление
По состоянию на 1 января 2011 года в состав района входили:
- Город районного подчинения Мангит.
- 4 городских посёлка:

1. Джумуртау,
2. Кипчак,
3. Киличбай,
4. Китай.

- 15 сельских сходов граждан:

1. Ак Алтын,
2. Амир Темур,
3. имени Бабура,
4. Бузяп,
5. Дурман,
6. Канлы,
7. Кипчак,
8. Кличбай,
9. Ктай,
10. Куюк-Купир,
11. Назархан,
12. Орта-Кала,
13. Тулкин,
14. Холимбег,
15. Чайкол.